# Gekko vietnamensis
Gekko vietnamensis es una especie de gecos de la familia Gekkonidae.

## Distribución geográfica
Es endémica del sur de Vietnam. Su rango altitudinal oscila alrededor de 43 m s. n. m..